# Oltingen
Oltingen é uma comuna da Suíça, situada no distrito de Sissach, no cantão de Basileia-Campo. Tem 7,18 km² de área e sua população em 2018 foi estimada em 474 habitantes.